# Greensburg, Kentucky
Greensburg är en ort i Green County i delstaten Kentucky, USA. År 2000 hade orten 2 396 invånare. Den har enligt United States Census Bureau en area på 4,9 km², allt är land.
Greensburg är administrativ huvudort (county seat) i Green County.